# Everything Is Different Now
 (juillet 2023).
Albums de Stellar Kart
Life Is Good: The Best Of Stellar Kart
(2009) All In
(2013)
Singles
Everything Is Different Now est le quatrième album du groupe Stellar Kart.

## Pistes
1. All My Heart - 3:17
2. We Shine (Fee) - 3:54
3. Something Holy -2:59
4. Spirit In The Sky (Norman Greenbaum) - 2:45
5. Everything Is Different Now - 4:03
6. It'S Not Over - 3:30
7. Rescue - 3:05
8. Never Let Go (Matt Redman) - 4:02
9. Until My Heart Caves In (Audio Adrenaline) - 3:09
10. Like The Sun - 4:29